# Liste von Archäologiepreisen
Die Liste von Archäologiepreisen enthält Preise, die für Leistungen im Bereich der Archäologie/Ur- und Frühgeschichte gestiftet wurden.
Für herausragende wissenschaftliche Leistungen:
- Kurt-Bittel-Preis für Süddeutsche Altertumskunde
- Eduard-Anthes-Preis für Archäologie
- Dr.-Heinz-Cüppers-Preis des Rheinischen Landesmuseums Trier
- Deutscher Archäologiepreis der Deutschen Gesellschaft für Ur- und Frühgeschichte
- Werner-Coblenz-Preis
- Archäologiepreis der Stiftung zur Förderung der Archäologie im Rheinischen Braunkohlerevier, unregelmäßig seit 1993 vergeben
- Tübinger Förderpreis für Ältere Urgeschichte und Quartärökologie
- Friedrich-Behn-Preis der Stadt Lorsch
- Friedrich-Lisch-Denkmalpreis des Landes Mecklenburg-Vorpommern
- Pater-Fuchs-Preis, Mainz
- Europäischer Archäologiepreis Joseph Déchelette, Bibracte / Glux-en-Glenne
- Human Roots Award des Archäologischen Forschungszentrums und Museums für menschliche Verhaltensevolution, Römisch-Germanisches Zentralmuseum, Leibniz-Forschungsinstitut für Archäologie

Speziell auf den wissenschaftlichen Nachwuchs ausgerichtet sind die Preise:
- Deutscher Studienpreis für Archäologie der DGUF, 2011 gestiftet, seit 2013
- Förderpreis der Archäologische Gesellschaft Schleswig-Holstein für den wissenschaftlichen Nachwuchs
- Rudolf-Virchow-Förderpreis
- Barbara-Scholkmann-Nachwuchsförderpreis für Historische Archäologie, seit 2018 (ersetzt den Tübinger Förderpreis für Historische Archäologie)

Preise für die Vermittlung archäologischen Wissens an die Öffentlichkeit:
- Ceram-Preis des Rheinischen Landesmuseums Bonn
- Winckelmann-Medaille der Stadt Stendal

Institutionelle Auszeichnungen:
- Winckelmann-Medaille des Deutschen Archäologischen Instituts

Daneben gibt es verschiedene regionale Förderpreise, die neben anderen Fachgebieten auch archäologische Forschungen berücksichtigen:
- Otto-Weerth-Preis zur Förderung des wissenschaftlichen Nachwuchses in der naturwissenschaftlichen Forschung sowie der Forschung zur Ur- und Frühgeschichte, Geschichte, Landeskunde, Volkskunde und Kunstgeschichte des ehemaligen Landes Lippe
- Friedrich Behn-Preis der Stadt Lorsch
- Mitteldeutscher Archäologiepreis

Stipendien:
- Gerhard-Bersu-Stipendium, 2004 von der Stiftung „Pro-Archaeologia-Saxoniae“ gestiftet
- Reisestipendium des Deutschen Archäologischen Instituts
- Reisestipendium der Römisch-Germanischen Kommission
- Reisestipendium der Kommission für Alte Geschichte und Epigraphik
- Wülfing-Stipendium des Deutschen Archäologischen Instituts

Für ehrenamtliche Leistungen im Bereich der Denkmalpflege sind verschiedene Denkmalschutzpreise ausgesetzt. Neben dem Deutschen Preis für Denkmalschutz (vergeben vom Deutschen Nationalkomitee für Denkmalschutz) sind es hier v. a. regionale Preise, die zunehmend auch Leistungen im Bereich der Bodendenkmalpflege einbeziehen:
- Archäologie-Preis Baden-Württemberg
- Friedrich-Brinkmann-Archäologiepreis der Gesellschaft zur Förderung der Bodendenkmalpflege im Kreis Minden-Lübbecke